# Asaphodes abrogata
Asaphodes abrogata là một loài bướm đêm trong họ Geometridae.